# Félix Optat Milet
Pour les articles homonymes, voir Milet (homonymie).
 (novembre 2008).
Si vous disposez d'ouvrages ou d'articles de référence ou si vous connaissez des sites web de qualité traitant du thème abordé ici, merci de compléter l'article en donnant les références utiles à sa vérifiabilité et en les liant à la section « Notes et références ».
 (juin 2018).
- Si vous ne connaissez pas le sujet, laissez ce bandeau (vous pouvez alors contacter les auteurs).
- Si vous supprimez le contenu mis en cause (vous pouvez préalablement contacter les auteurs),

argumentez précisément cette suppression dans la page de discussion
(un manque de référence n'est pas un argument ; une recherche réelle de référence doit avoir été effectuée, être formellement documentée).
Félix Optat Milet, dit Optat Milet, est un céramiste français né le 4 juin 1838 à Martincamp (commune de Bully) et mort le 28 janvier 1911 à Sèvres.
Il est fréquemment identifié par erreur sous le nom de « Millet ».

## Biographie
Félix Optat Milet est fils et petit-fils de potiers d'un village qui, en 1820, comptait 32 fabriques de grès utilitaires, poteries vernissées cuites au grand four. Le musée du château de Dieppe, fondée par Ambroise Milet, le frère d'Optat, conserve une collection de ces poteries.
Il commence à apprendre le métier de potier à Bully.
Il entre comme modeleur à la Manufacture de Sèvres en 1862. Son frère Ambroise Millet y opère déjà en tant que directeur des fours et des pâtes. Il devient ensuite décorateur. Il travaillera à la Manufacture jusqu'en 1879.
Il demande en 1866 l'autorisation à la mairie de Sèvres de construire un four au 6, rue Troyon, adresse proche de la Manufacture. Il débute ainsi une entreprise indépendante qui se prolongera jusqu'en 1971, dirigée successivement par son fils Paul de 1890 à 1931, et son petit-fils Henri de 1931 à 1971.

### À la Manufacture de Sèvres
Optat Milet participe aux travaux pour retrouver la formule du rouge de cuivre inventée par les Chinois. De nombreuses notes du laboratoire de la Manufacture et de courriers[réf. nécessaire] font état des difficultés sur les dosages et la manière de conduire le four. Une fournée ratée permet par hasard de retrouver la méthode des émaux cristallins connue des Chinois (un excès de cuivre s'étant sublimé dans le four pour se redéposer ensuite sous forme de cristaux).

### La Maison Milet

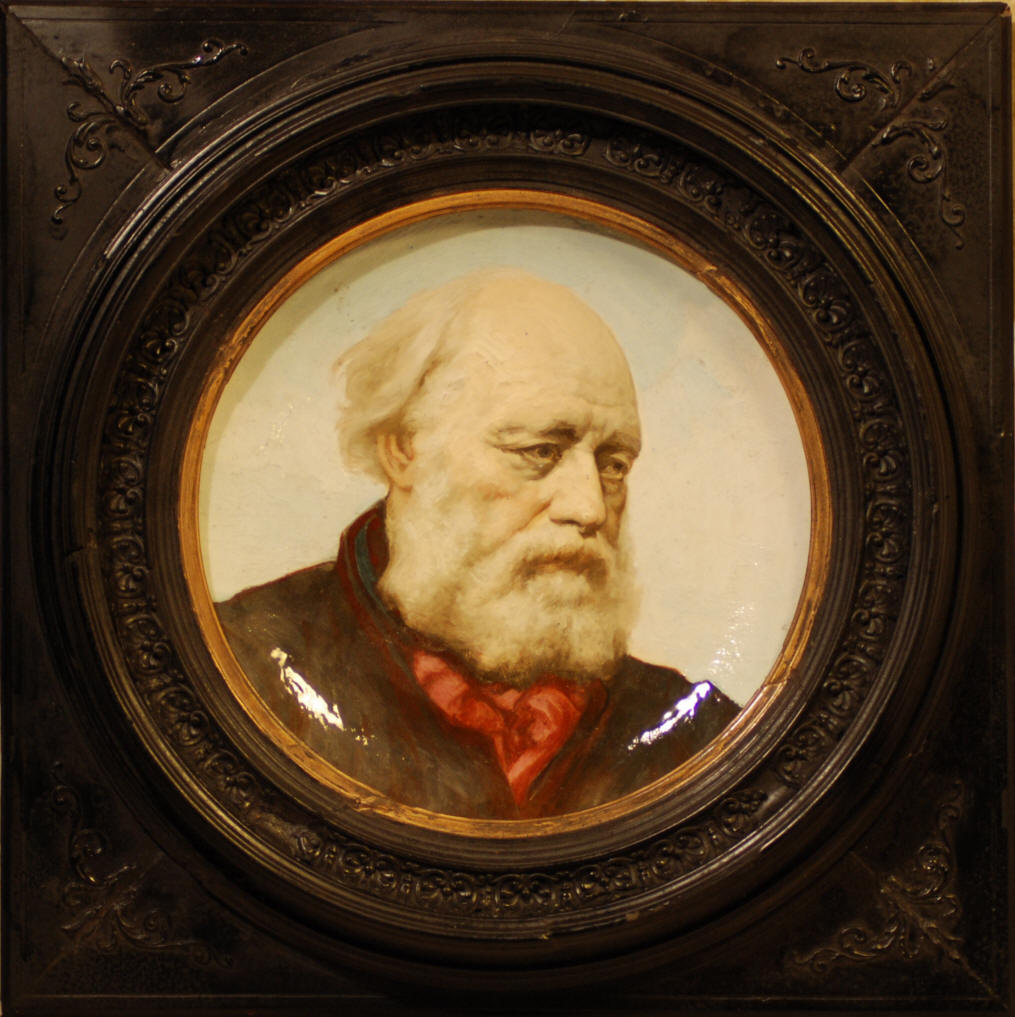
Alfred Lavidière, Portrait de Constant Troyon, plat en barbotine, Mason Milet, localisation inconnue.

Tout commence en 1866 par la construction d'un four qui permettra la cuisson de faïences et de grès. Cet atelier se transformera progressivement en usine avec des tourneurs, des décorateurs, des commerciaux (certains Milet sont signés Delvaux ou Ovington, nom d'une boutique de new-yorkaise).
Rapidement, le nombre d'œuvres produites est important : plus de mille pièces chaque année durant 25 ans. Les pièces sont pour l'essentiel moulées. Beaucoup d'œuvres non signées Milet sont sorties de ces moules : plats de Théodore Deck ou de Clément Massier par exemple, avant qu'ils ne s'installent à leur compte.
Il dispose à cet emplacement d'un magasin pour vendre sa production sur place.
Une grande paire de vase d'un mètre trente de hauteur remporte une médaille d'or à l'Exposition universelle de 1889.
Le premier vase représente une scène avec des biches et le second une scène avec des sangliers.

## L'œuvre d'Optat Milet

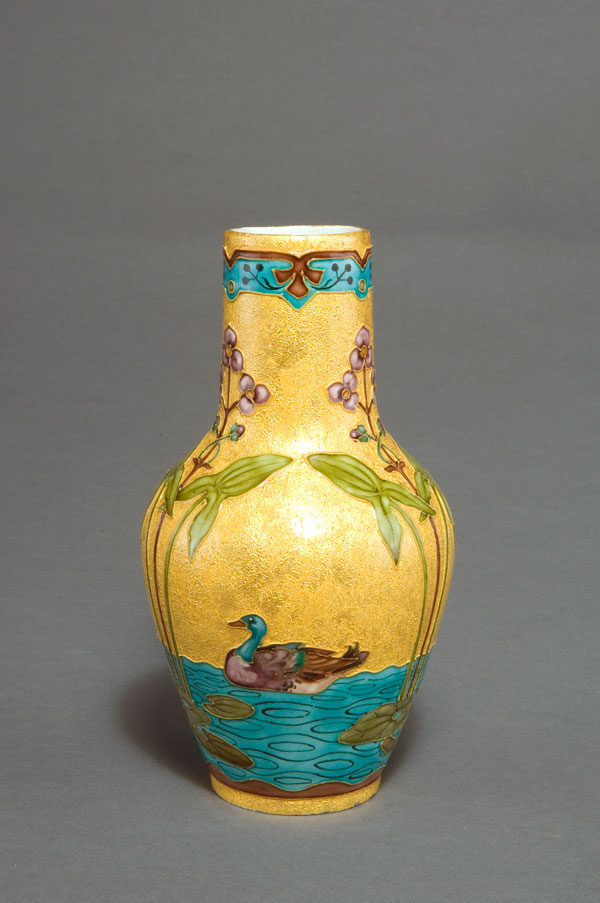
Vase à fond d'or, localisation inconnue.

Il est vraisemblable que les œuvres communes, signées « OMC » ou « Sèvres - Vallauris », d'Optat Milet et de Clément Massier atteignent un nombre supérieur à un millier.
Au départ, les recherches sur les émaux de la Manufacture de Sèvres ont ouvert des horizons aux artistes. Auparavant, le nombre de couleurs était limité (cinq couleurs fondamentales pour les céramiques Imari du Japon) et les glaçures n'avaient pas cette nouvelle profondeur. La nouvelle chimie et une meilleure maîtrise du refroidissement des fours révolutionnent l'art de faire. Toutes les couleurs sont possibles. L'émailleur possède désormais toute la palette du peintre.
Beaucoup d'œuvres d'Optat Milet évoquent Paul Cézanne. Des scènes champêtres où les oiseaux, les animaux sauvages et domestiques sont représentés dans leur plus grande simplicité. Beaucoup d'exécution sont empreintes d'humour : une mésange expliquant à son collègue le danger d'un piège à oiseau, un poussin perdu en mer dans sa barque.
De ses études avec Émile Belet naissent des vases poulpes ou cactus, des formes géométriques. Les manufactures d'Europe centrale développeront beaucoup ce type de figures.
Des moules d'œuvres de Théodore Deck, des aquarelles de décorateurs préparant leur émaillage et bien d'autres travaux ont été vus dans l'usine Milet[réf. nécessaire].
Dès 1875, Optat produit comme Almaric Walter des pièces à fond d'or avec des nénuphars, jonquilles, jacinthes, et tout un catalogue de fleurs.

## Collaborateurs

### Décorateurs
- Louis d'Eaubonne : nombreux plats.
- Émile Belet : grès avant-gardistes, environ 25 pièces.
- Robillon.
- Louis Bourgeot : nombreux vases avec des fleurs. Bourgeot a également travaillé avec Paul Milet.
- Émile Diffloth : vases et assiettes décorés de thèmes fleuris avec un travail de reliefs dans la pâte : triangle de trois points, croix, etc.
- E. Granger : vases dans les mêmes tonalités que ceux d'Émile Diffloth.
- Charles Ficquenet : imitation d'un vase chinois en céladon avec des décors torsadés dans la pâte. Au départ, ce modèle s'est vendu sous la forme de deux grands vases sans fond montés en lampes, d'une couleur bleu éclatante. Ensuite plusieurs séries de vases plus petits faits à partir de moules sortiront jusque dans les années 1950. La plupart sont vert céladon.
- Alfred Lavidière : Portrait de Constant Troyon.
- Eugène Froment-Delormel : nombreux plats à thème allégoriques (les quatre saisons, par exemple).

### Céramistes
- Clément Massier : ami de Félix Optat Milet, tant que Clément Massier a vécu à Sèvres, ces deux artistes ont travaillé ensemble quotidiennement. Ils élaborent des essais d'émaux sur des grès.

### La boutique Delvaux au 18, rue royale à Paris
Cette boutique, fondée dans les années 1880 avec Clément Massier, est destinée à vendre des objets d'art utilitaires : verres décorés, faïences, services de table. Les provenances peuvent être très diverses. Haviland de Limoges est probablement le principal fournisseur. Les verreries de Clichy, la fabrique de Choisy-le-Roi, les établissements de Fontainebleau ou de Montigny font aussi partie du catalogue. Cette boutique sera en activité jusqu'aux années 1970. Les articles de cette boutique se sont bien exportés aux États-Unis avec des plats de fantaisie représentant les monuments de la ville de Paris.

## Les marques
Elles sont innombrables surtout au regard du nombre de coopérations entre artistes. Il n'est pas rare de voir trois signatures sur la même œuvre.
- Optat Milet : « 6, rue Troyon », « OM », « Milet » écrit à la main et souligné, « SEVRES » en majuscules avec ou sans ovale en pointillé autour.
- Optat Milet et Clément Massier : « OMC », « Sèvres-Vallauris », deux « M » majuscules en miroir, deux demi ronds à l'extérieur des deux jambes du M majuscules, etc.
- Cachet empreinte "O.M.SEVRES / R. TROYON" en majuscule.
- Optat Milet et Decoeur : « MD » en majuscule.

## Œuvres dans les collections publiques
- Limoges, musée Adrien Dubouché.
- Paris, musée d'Orsay
- Sèvres, musée national de céramique.